# Jesus Barabbas (bok)
Jesus Barabbas. (Ur löjtnant Jägerstams memoarer) är en bok författad 1928 av Hjalmar Söderberg, som i formen av en roman har Jesusmyten som tema.
År 1932 utkom den mer traditionellt vetenskapliga uppföljaren Den förvandlade Messias, som har undertiteln Jesus Barabbas II. Båda böckerna ifrågasätter Bibelns skildring av Jesu liv och lidande. Söderberg menar, att Jesus bara var en slipad politiker, som var skicklig på att utnyttja judendomens texter för sina egna syften. I Jesus Barabbas driver Söderberg tesen, att Jesus och Barabbas i själva verket var en och samma person och att korsfästelsen aldrig ägde rum.